# Wileramt

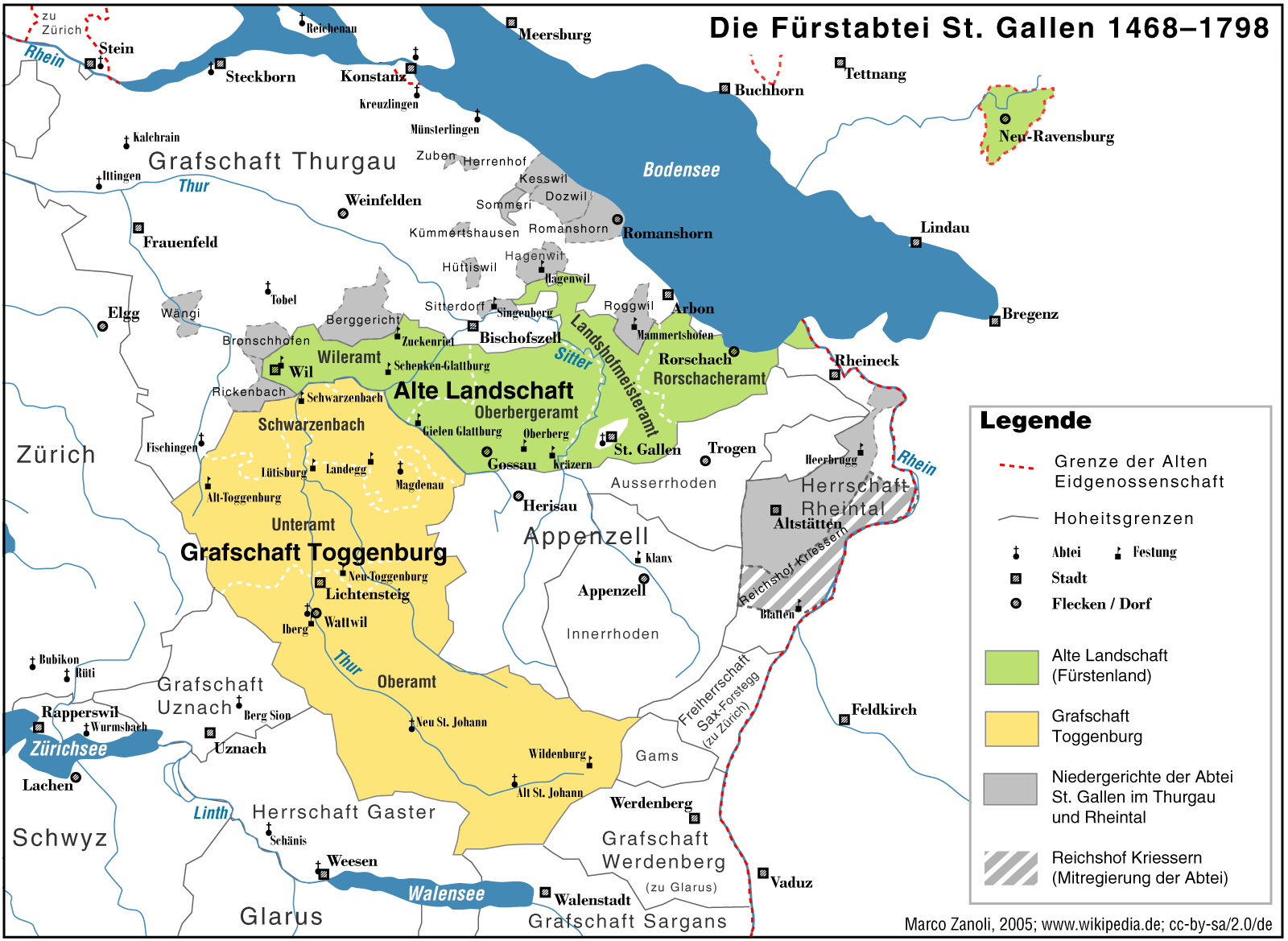
Der St. Galler Klosterstaat 1468–1798

Das Wileramt war ein Verwaltungsbezirk in der Alten Landschaft der Fürstabtei St. Gallen. Die Alte Landschaft war ursprünglich in das Oberamt und das Unteramt eingeteilt, wobei letzteres nur aus dem Wileramt bestand.
Zum Wileramt gehörten die zwölf Niedergerichte Zuzwil, Lenggenwil-Thurstuden, Niederhelfenschwil, Zuckenriet, Niederbüren, Oberbüren, Schneckenbund, Thurlinden, Rickenbach, Berggericht, Hüttenswil und Wängi. Die letzteren vier befanden sich ganz im Thurgau, Thurlinden zum Teil. Im Thurgau war die Abtei in einer anderen rechtlichen Stellung als im sanktgallischen Fürstenland und besass nur einzelne Rechte wie das Mannschaftsrecht, Kollaturrechte und die niedere Gerichtsbarkeit, wobei die Rechtsstellung des Abtes nicht in allen thurgauischen Orten gleich war. In einem Vertrag von 1501 wurden die Grenzen zur Landgrafschaft Thurgau festgehalten, die auch heute noch Kantonsgrenze sind.

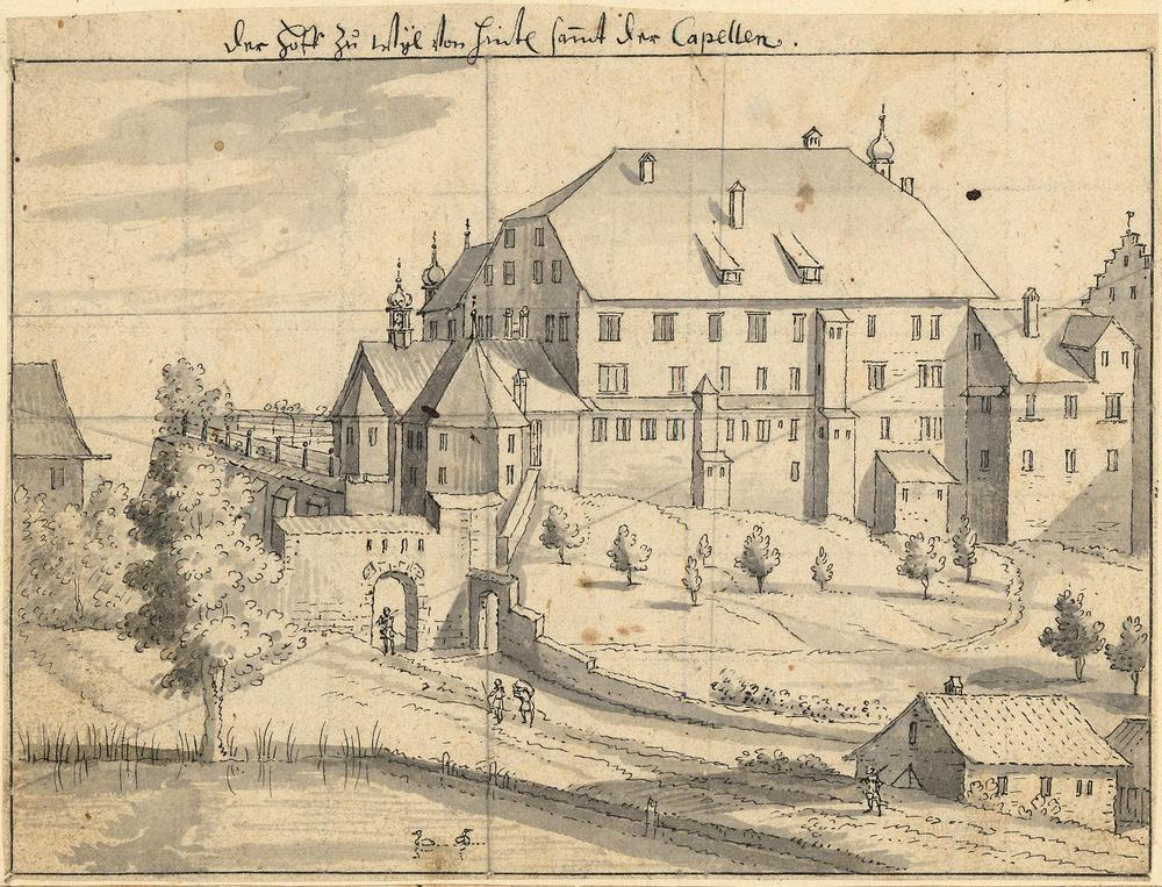
Der Statthalter des Unteren Amtes hatte seinen Sitz im Hof Wil.

Dem Unteramt stand ein Konventuale als Statthalter vor, der den Reichsvogt als weltlicher Beamter unterstützte. Der Statthalter hatte seinen Sitz im Hof zu Wil. Die Stadt Wil besass einen eigenen Regierungs- oder Pfalzrat, der eine gewisse Gesetzgebungs- und Rechtsprechungsgewalt hatte, aber auch von St. Gallen abhängig war. Die Appellationen aus den Dorfgerichten erledigte der Pfalzrat von Wil.